# Europa Cup (korfbal) 2015
De Europa Cup 2015 was de 30e editie van dit internationale zaalkorfbaltoernooi. Voor deze editie is het deelnemersveld teruggebracht van 12 naar 10 teams.

## Deelnemers
| Club                | Plaats     |
| ------------------- | ---------- |
| TOP/Quoratio        | Sassenheim |
| Scaldis             | Antwerpen  |
| NC Benfica          | Lissabon   |
| FJEP Bonson         | Bonson     |
| Trojans KC          | Croydon    |
| Vallparadís         | Terrassa   |
| TKK Brno            | Brno       |
| Schweriner          | Schwerin   |
| Kocaeli University  | Kocaeli    |
| Edinburgh Mavericks | Edinburgh  |

## Poulefase
| Thuisploeg          |   | Uitploeg            | Uitslag |
| ------------------- | - | ------------------- | ------- |
| Trojans             | - | Kocaeli University  | 17-8    |
| Kocaeli University  | - | Edinburgh Mavericks | 11-7    |
| Edinburgh Mavericks | - | Trojans             | 4-17    |
| Schweriner          | - | Vallparadís         | 20-21   |
| Schweriner          | - | FJEP Bonson         | 18-9    |
| FJEP Bonson         | - | Vallparadís         | 6-33    |
| Edinburgh Mavericks | - | FJEP Bonson         | 11-16   |
| Benfica             | - | Vallparadís         | 22-18   |
| Scaldis             | - | Schweriner          | 25-15   |
| TKK Brno            | - | Trojans             | 19-18   |
| TOP                 | - | Kocaeli University  | 39-9    |
| FJEP Bonson         | - | Edinburgh Mavericks | 17-9    |
| Vallparadís         | - | Kocaeli University  | 26-10   |
| Trojans             | - | Schweriner          | 21-20   |
| Schweriner          | - | Kocaeli University  | 22-13   |
| Trojans             | - | Vallparadís         | 21-22   |
| Benfica             | - | TKK Brno            | 21-17   |

## Finales
|  | halve finale | halve finale |  |         | finale | finale |
|  |              |              |  |         |        |        |
|  |              |              |  |         |        |        |
|  | TOP          | 37           |  |         |        |        |
|  | TKK Brno     | 15           |  |         |        |        |
|  |              |              |  |         | TOP    | 31     |
|  |              |              |  | Scaldis | 17     |        |
|  | Scaldis      | 23           |  |         |        |        |
|  | Benfica      | 17           |  |         |        |        |

| Kampioen EuropaCup 2015   |
| ------------------------- |
| TOP/Quoratio Tweede titel |

## Eindklassement
| Positie | Club                |
| ------- | ------------------- |
| Goud    | TOP                 |
| Zilver  | Scaldis             |
| Brons   | Benfica             |
| 4       | TKK Brno            |
| 5       | Vallparadís         |
| 6       | Trojans             |
| 7       | Schweriner          |
| 8       | Kocaeli University  |
| 9       | FJEP Bonson         |
| 10      | Edinburgh Mavericks |

1967 ·
1968 ·
1969 ·
1970 ·
1971 ·
1972 ·
1973 ·
1974 ·
1975 ·
1976 ·
1977 ·
1978 ·
1979 ·
1980 ·
1981 ·
1982 ·
1983 ·
1985 ·
1986 ·
1988 ·
1989 ·
1990 ·
1991 ·
1992 ·
1993 ·
1994 ·
1995 ·
1996 ·
1997 ·
1998 ·
1999 ·
2000 ·

2001 ·
2002 ·
2003 ·
2004 ·
2005 ·
2006 ·
2007 ·
2008 ·
2009 ·
2010 ·
2011 ·
2012 ·
2013 ·
2014 ·
2015 ·
2016 ·
2017 ·
2018 ·
2019 ·
2020 ·
2021 ·
2022
2023 ·
2024 ·
2025 ·